# Publius Coelius Apollinaris (Konsul 169)
Publius Coelius Apollinaris war ein römischer Politiker und Senator des 2. Jahrhunderts.
Wahrscheinlich stammte er aus der Hispania Baetica und wahrscheinlich war Publius Coelius Balbinus, Konsul im Jahr 137, sein Vater. Apollinaris wurde im Jahr 169 ordentlicher Konsul.